# Ricardo Doménech
Ricardo Doménech Yvorra (Múrcia, 24 d'abril de 1938 - Madrid, 10 d'octubre de 2010) va ser un escriptor i crític literari espanyol, especialista en el teatre espanyol del segle xx (Buero Vallejo, Valle Inclán, García Lorca, autors de l'exili…) i professor al Teatre Estudio de Madrid.
Al camp acadèmic va ser doctor en Filologia per la Universitat Autònoma de Madrid, catedràtic, professor i director, en dues etapes, de la Real Escola Superior d'Art Dramàtic de Madrid.
A més de la seva obra crítica, va publicar cinc llibres de contes i novel·les curtes entre 1968 i 1989.